# Helge Tyrén
Helge Elon Tyrén, född den 25 juni 1914 i Sandhults församling, Älvsborgs län, död den 25 augusti 2008 i Lena församling, Uppsala län, var en svensk fysiker. Han var bror till Folke Tyrén.
Tyrén avlade studentexamen i Borås 1933, filosofie kandidatexamen i Uppsala 1938, filosofisk ämbetsexamen där 1940 och filosofie licentiatexamen 1944. Han promoverades till filosofie doktor 1958 och blev docent i fysik vid Uppsala universitet samma år. Tyrén var laborator i högenergifysik där 1962–1967 och professor i samma ämne 1967–1979. Han var gästprofessor i Chicago 1959–1963. Tyrén publicerade Studier av växelverkan mellan högenergiprotoner och atomkärnor (doktorsavhandling 1958) och ett stort antal vetenskapliga artiklar rörande kärnfysik i fackpress. Han vilar på Uppsala gamla kyrkogård.